# Дзекун Олександр Іванович
Олекса́ндр Іва́нович Дзекун (нар. 25 грудня 1945, смт Ольгинка, Сталінська область (нині Донецька область), УРСР, СРСР) — радянський, російський і український театральний режисер-постановник. Заслужений діяч мистецтв РРФСР (1985). Народний артист РРФСР (1991). Лауреат Державної премії РРФСР імені К. С. Станіславського (1988 — за постановку вистави «Жили-були мати і дочка» за Ф. А. Абрамовим), літературно-мистецької премії України ім. І. Котляревського (2000), Національної премії України в області літератури і мистецтва ім. А. Котляревського і Шевченківської премії 2008 року за виставу «Берестечко» Рівненського обласного академічного українського музично-драматичного театру. 

## Життєпис
Театром хотів займатися ще з дитинства, пішов до школи-інтернату без дозволу батьків тому, що його товариш підманув, мовляв, там навчають на режисера. Директор інтернату помітив його фантазію та звільнив від занять математикою й виділив кімнату, в яку придбали ширму і ляльки — для втілення ідей режисера з 6-го класу. Після 8-го класу вчився на режисерському відділі Дніпропетровського театрального училища, закінчив і з 1966 року працює в Кіровоградській обласній філармонії. Намагався поступити до Київського театрального інституту ім. Карпенка-Карого. З концертною бригадою Кіровоградської філармонії об'їздив всю УРСР.
Після служби в РА повернувся в Волноваху, керує театральним колективом районного будинку культури. 1974 закінчив режисерський факультет Ленінградський інститут театру, викладачі — Володимир Еренберг, Євген Злобін та Олександр Музіль. Дипломний спектакль мав бути поставлений в Ризькому театрі російської драми, розпочав ставити по п'єсі Леоніда Зоріна «Транзит», однак КДБ порахувало її як таку, що «очорнює честь радянських керівників», розпочав працювати над роботою «День-деньськой» Андрія Вейцлера та Олександра Мішаріна.
Працював режисером в Саратовському академічному театрі драми ім. Карла Маркса. З 1982 року — головний режисер театру, 1991 — художній керівник, здійснив понад 50 постановок. В 1976—1982 роках одночасно викладав у Саратовському театральному училищі.
2000 року повернувся до України, проживає в Полтавській області.
Лауреат Державної премії РСФСР імені К. С. Станіславського — за постановку вистави «Жили-були мати і дочка» за Ф. Абрамовим (1988), Київської пекторалі — 2000, Національної премії України в області літератури та мистецтва ім. А. Котляревського, Шевченківської премії 2008 року — разом з В. Петрівим — постановка 2005 року містерії «Берестечко» за історичним романом Ліни Костенко.
Викладає в Інституті екранних мистецтв.

## Театральні роботи
Саратовський академічний театр драми ім. Карла Маркса
- «Лисички» Ліліан Хеллман, 1974
- «Жахливі батьки» Жана Кокто, 1977
- «Гекуба» Евріпіда, 1979
- «Картина» — за романом Данила Граніна, 1982
- «Макбет» Шекспіра, 1982
- «Ревізор» Миколи Гоголя, 1983
- «Диваки» Максима Горького, 1984
- «Зінуля» Олександра Гельмана, 1984
- «Зойчина квартира» Михайла Булгакова, 1984
- «Жили-були дочка і мати» Федора Абрамова, 1984
- «Чудовий рогоносець» Фернана Кроммелінка, 1984
- «Оптимістична трагедія» Всеволода Вишневського, 1986,
- «Майстер та Маргарита» Булгакова, 1986
- «14 червоних курних хатинок» Андрія Платонова, 1987
- «Багряний острів» Булгакова, 1988
- «Вогник в степу» Євгена Олександровича Шорникова, 1988
- «Фортуна» Марини Цвєтаєвої, 1989
- «Чевенгур/Христос і ми» Платонова, 1990
- «Небезпечні зв'язки» Шодерло де Лакло, 1990
- «Біла гвардія» Булгакова, 1991
- «Додо» Клайва Петона, 1992
- «Торо» Петона, 1992
- «Чайка» Антона Чехова
- «Крематор» Ладіслава Фукса, 1994
- «Віктор або Діти у владі» Роже Вітрака, 1995
- «За дзеркалом» Олени Греміної, 1997
- «Собачий вальс» Леоніда Андреєва
- «Дядечків сон» — за Федором Достоєвським
- «Тайбеле і її демон» Ісаака Зінґера
- «Мандрівка дилетантів» Булата Окуджави
- «Брат Чічіков» Ніни Садур — за мотивами «Мертвих душ» Гоголя
- «Аркадія» Тома Стоппарда

Інші театри
- «Інтимне спостереження» — за п'єсою «Орнітологія» Строганова Олександра Євгеновича, Московський художній театр, 1998
- «Брат Чічіков» Ніни Садур, Національний академічний драматичний театр імені Івана Франка, 2000
- «Сон в різдвяну ніч» — мюзикл Ігоря Поклада за твором Гоголя, Київський національний академічний театр оперети, 2002
- «Духів день» — власна транскрипція твору Тодося Осьмачки, Київський академічний Молодий театр, 2004
- «Великий льох» — за творами Тараса Шевченка, Черкаський академічний обласний український музично-драматичний театр імені Т. Г. Шевченка, 2004
- «Берестечко», за романом Ліни Костенко, разом із Василем Неволовим, Рівненський театр, 2005
- «Біс плоті» Валерія Шевчука, Черкаський театр, 2006
- «Жінка з минулого», Роланда Шіммельпфенніга, Рівненський театр, 2006
- «Кассандра» Лесі Українки, Донецький національний академічний український музично-драматичний театр, 2010
- «Ревізор» Гоголя, Рівненський театр, 2012
- «Соло для годинника з передзвоном» Освальда Заградника, Полтавський академічний обласний український музично-драматичний театр імені Миколи Гоголя

## Фільмографія
- «Майстер і Маргарита. Глави з роману» — фільм-спектакль, режисер — разом з Едуардом Кольбусом, сценарист та художник, 1989.
- «14 червоних курних хатинок» — фільм спектакль, режисер, 1989.